# Stůj, nebo maminka vystřelí!
Stůj, nebo maminka vystřelí! (v anglickém originále Stop! Or My Mom Will Shoot) je americký akční film z roku 1992. Režisérem filmu je Roger Spottiswoode. Hlavní role ve filmu ztvárnili Sylvester Stallone, Estelle Getty, JoBeth Williams, John Wesley a Ving Rhames.

## Děj
Seržant Joseph Andrew Bomowski je drsný policista, jehož poklidný život naruší příjezd jeho zdánlivě křehké matky Tutti. Ta se mu začne neustále plést do života a brzy ho dohání k šílenství.
Po incidentu, kdy Tutti vyčistí Joeovu zbraň bělidlem a zničí ji, mu jako náhradu na černém trhu koupí samopal MAC-10. Při koupi je svědkem vraždy jednoho z mužů, kteří jí zbraň prodali. Je odvezena na policejní stanici, aby podala svědectví, ale brzy se začne montovat i do Joeových případů. Zjistí, že pistole byla součástí sbírky ukradené z vyhořelé budovy a že za ni bylo vyplaceno pojistné.
Když se vrací domů, na letišti si všimne muže, kterého poznává z pořadu America's Most Wanted jako vraha vlastní matky. Muž při pokusu o sledování uteče a Tutti i Joe se zapletou do rozsáhlejšího případu.

## Obsazení
| Sylvester Stallone | Joseph Andrew Bomowski |
| Estelle Getty      | Tutti Bomowski         |
| JoBeth Williams    | Gwen Harper            |
| John Wesley        | Tony                   |
| Ving Rhames        | Stereo                 |
| Richard Schiff     | Gun Clerk              |
| Al Fann            | Lou                    |
| Roger Rees         | J. Parnell             |